# جامعة كوبلنز-لانداو
جامعة كوبلنز-لانداو (بالألمانية: Universität Koblenz-Landau) أُسِّسَت في عام 1990 وتعد إحدى أحدث الجامعات الألمانية. للجامعة هيكل فريد من نوعه على مستوى ألمانيا بوجود حرمين للجامعة في مدينتين تبعدان عن بعضهما مسافة 150 كيلومتر، هما مدينة كوبلنس، ومدينة لانداو، ولهما رئيس مشترك في مدينة ماينز.

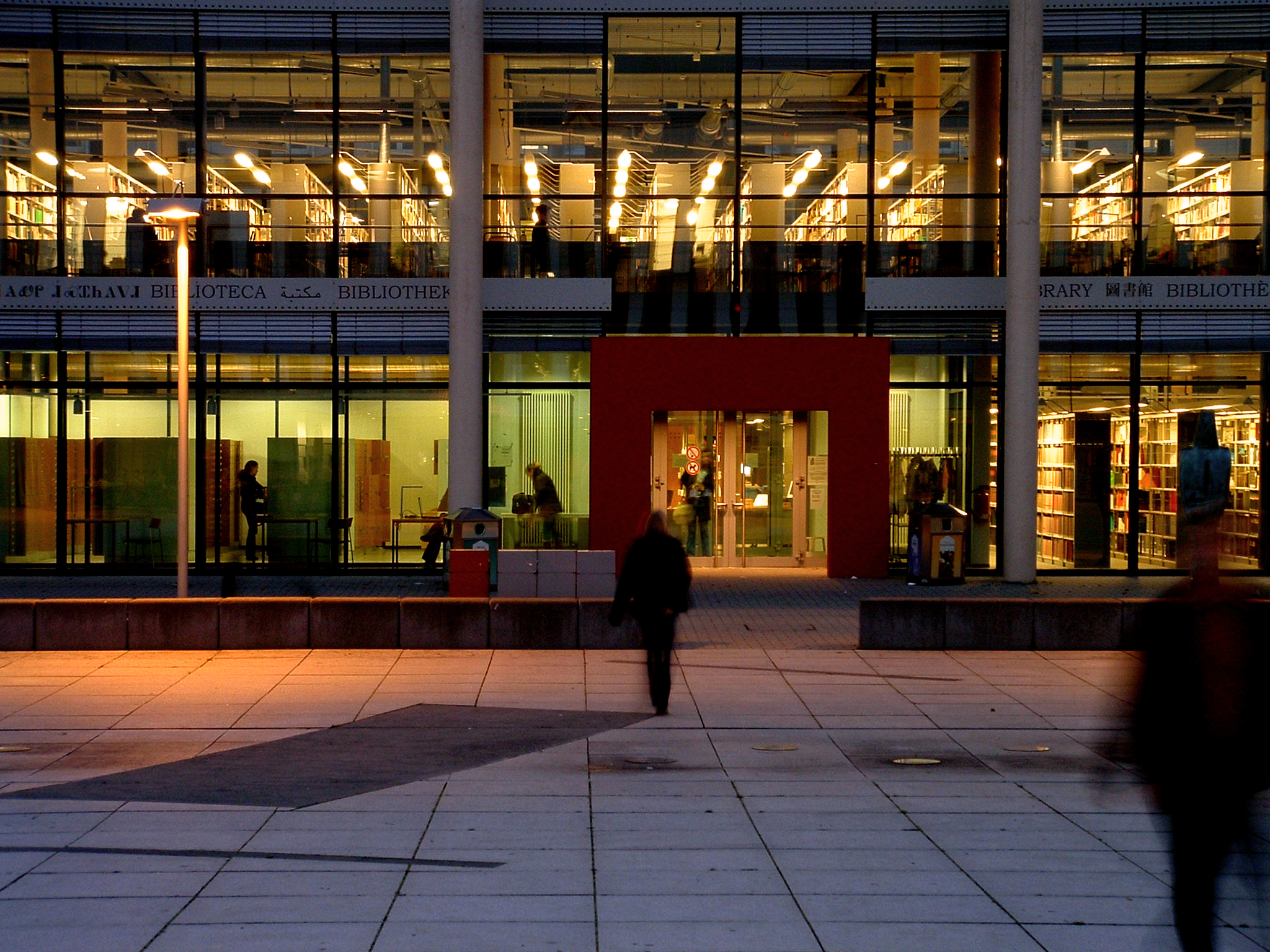
مكتبة الجامعة